# Alexandria (Kentucky)
Alexandria ist eine City im Campbell County im US-Bundesstaat Kentucky, die an der Bundesstraße 27 nur acht Meilen südlich von Newport liegt. Nach der Bevölkerungszählung von 2020 lebten in der Stadt 10.341 Einwohner. Die Kleinstadt ist zudem County Seat des Campbell County.

## Geographie
Die Stadt liegt bei 38°57'32" Nord, und 84°23'21" West. (38,958947, −84,389290). Die Stadt erstreckt sich über ein Areal von 14,1 km², wobei 13,9 km² davon Land- und 0,1 km² Wasserfläche sind.

## Geschichte
Die Umgebung wurde ab 1793 von einer Familie namens Spillman besiedelt und erhielt um 1819 eine eigene Poststation. Ihren Namen erhielt die Stadt vermutlich von ihrem älteren Vorbild Alexandria in Virginia. Seit 1834 besitzt der Ort das Stadtrecht.
Im Jahre 1840 wurde Alexandria, wegen seiner zentralen Lage, als neue Kreisstadt von Campbell Country auserkoren. Es verlangte eine spezielle richterliche Verfügung und einen Besuch des Sheriffs, bis der Umzug von Newport nach Alexandria zustande kam.

## Demographie
Dem United States Census 2000 zufolge leben in Alexandria 8.286 Einwohner in 2.884 Haushalten und 2.275 Familien. Die Bevölkerungsdichte beträgt 594,7 Menschen/km². Die Bevölkerung der Stadt teilt sich in 98,82 Prozent Weiße, 0,02 % Afroamerikaner, 0,02 % Indianer, 0,46 % Asiaten, und 0,34 Prozent entstammen anderer ethnischer Herkunft bzw. 0,34 % leiten ihre Abstammung von zwei oder mehr Rassen ab. 0,76 Prozent der Bevölkerung sind hispanischer oder lateinamerikanischer Abstammung.
In 44,2 Prozent der Haushalte leben minderjährige Kinder bei ihren Eltern, in 68,2 % wohnen verheiratete Paare, in 7,7 % leben allein erziehende Mütter, und in 21,1 % leben keine Familien bzw. unverheiratete Paare. 18,7 % aller Haushalte werden von einer einzelnen Person geführt und in 6,8 % der Wohnungen lebt eine alleinstehende Person, die älter als 65 Jahre ist. Die durchschnittliche Größe eines Haushalts beträgt 2,87 und die durchschnittliche Familiengröße 3,29 Individuen.
Die Altersstruktur der städtischen Bevölkerung Alexandrias spaltet sich folgendermaßen auf: 30,8 % unter 18 Jahren, 7,9 % zwischen 18 und 24 Jahren, 33,2 % im Alter zwischen 25 und 45, 19,7 % zwischen 45 und 64, sowie 8,4 Prozent, die älter als 65 Jahre sind. Das durchschnittliche Alter beträgt 33 Jahre.
Auf je 100 Frauen kommen 96,0 Männer. Nimmt man das Vergleichsalter 18 Jahre oder älter an, so ergibt sich sogar ein Verhältnis von 100:94,6.
Das durchschnittliche Einkommen eines Haushaltes dieser Stadt beträgt 55.409 US-Dollar, das mittlere Einkommen einer Familie 62.392 $. Männer verfügen über ein Einkommen von 42.002 gegenüber 30.766 $ bei Frauen. Das Pro-Kopf-Einkommen innerhalb der Stadt beträgt 22.001 Dollar. 4,0 Prozent der Bevölkerung und 2,5 % der Familien leben unterhalb der Armutsgrenze. In Bezug auf die Gesamtbevölkerung Alexandrias leben 3,2 % der unter 18-Jährigen und 8,6 % der über 65-Jährigen unterhalb der Armutsgrenze.

## Söhne und Töchter der Stadt
- Ciara Bravo (* 1997), Schauspielerin, Synchronsprecherin und Sängerin